# Пе Інхьок
У цьому корейському імені прізвище (Пе) стоїть перед особовим ім'ям.
Пе Інхьок (кор.: хангиль: 배인혁, ханча: 裴仁爀; нар. 4 квітня 1998) — південнокорейський актор. Він відомий своїми ролями в телевізійних серіалах як «Мій сусід — куміхо» (2021), «На відстані, весна зелена» (2021), «Не падай духом» (2022) та «Як Пак шлюбний контракт складала» (2023—2024).

## Кар'єра
У 2019 Пе дебютував у вебфільмі «Кохання у розпалі», в якому знімався разом із Чхве Чіхі та Лі Ханік. Пізніше того ж року, приєднався до вебсеріалів «Коли ти любиш себе 2», «Потрійне щось Сезон 2», «Вчителю, чи зустрічались би ви зі мною?» та «Місце поцілунку в Йоннамдон».
У 2020 Інхьок долучився до вебсеріалів «XX» та «Поцілунок гобліна». Пізніше зробив свій дебют на малому екрані в серіалі «Чоловіки є чоловіками» каналу KBS та з'явився в епізодичній ролі в серіалі JTBC «Це було кохання?». Пе знявся в серіалі «Шпигуни, які кохали мене» каналу MBC, за роль якому був номінований на нагороду Найкращий новий актор на Премії MBC драма 2020.
У 2021 він брав участь в серіалі «Мій сусід — куміхо» каналу tvN. Пізніше приєднався до серіалу KBS «На відстані, весна зелена». У тому ж році в липні, актор знявся в серіалі «Чому вона» каналу SBS, який вийшов в ефір у липні 2022.
У 2022 Інхьок знявся в серіалі SBS «Не падай духом» разом із Хан Джіхьон, де вперше зіграв головну роль. У жовтні він зробив камео як син акторки Кім Хєсу в серіалі «Під парасолькою королеви» каналу tvN.
24 червня 2023 Пе покинув UU Company та підписав контракт з YY Entertainment.

## Фільмографія

### Фільми
| Рік  | Назва               | Роль        | Замітки  | Прим.  |
| ---- | ------------------- | ----------- | -------- | ------ |
| 2019 | «Кохання у розпалі» | Пак Синджун | вебфільм | [ 4 ]  |
| 2022 | «Так само»          | Инсон       |          | [ 20 ] |

### Телесеріали
| Рік       | Назва                              | Роль                         | Замітки           | Прим.  |
| --------- | ---------------------------------- | ---------------------------- | ----------------- | ------ |
| 2020      | «Чоловіки є чоловіками»            | Хван Чіу в підлітковому віці | Камео (серія 4)   | [ 11 ] |
| 2020      | «Це було кохання?»                 | Мечник роману                | Камео (серія 1–2) | [ 12 ] |
| 2020      | «Шпигуни, які кохали мене»         | Кім Йонґу                    |                   | [ 13 ] |
| 2021      | «Мій сусід — куміхо»               | Кє Сону                      |                   | [ 15 ] |
| 2021      | «На відстані, весна зелена»        | Нам Сухьон                   |                   | [ 16 ] |
| 2022      | «Чому вона»                        | Чхве Юнсан                   |                   | [ 17 ] |
| 2022      | «Не падай духом»                   | Пак Чон'у                    |                   | [ 21 ] |
| 2022      | «Під парасолькою королеви»         | Кронпринц                    | Особлива поява    | [ 22 ] |
| 2023–2024 | «Як Пак шлюбний контракт складала» | Кан Теха                     |                   | [ 23 ] |
| 2024      | «Заїхати в Ханян»                  | Лі Ин / Лі Инхо              |                   | [ 24 ] |

### Вебсеріали
| Рік  | Назва                                     | Роль              | Прим.  |
| ---- | ----------------------------------------- | ----------------- | ------ |
| 2019 | «Коли ти любиш себе 2»                    | Джіхо             | [ 5 ]  |
| 2019 | «Потрійне щось Сезон 2»                   | Сін Джон'у        | [ 6 ]  |
| 2019 | «Вчителю, чи зустрічались би ви зі мною?» | Чхве Джіну        | [ 7 ]  |
| 2019 | «Місце поцілунку в Йоннамдон»             | Хан Юну           | [ 8 ]  |
| 2020 | «XX»                                      | Пак Данхі / Денні | [ 9 ]  |
| 2020 | «Поцілунок гобліна»                       | Бансук / Кім Ґону | [ 10 ] |

### Телешоу
| Рік  | Назва           | Роль                      | Прим.  |
| ---- | --------------- | ------------------------- | ------ |
| 2023 | «Брати рамьону» | Учасник актоського складу | [ 25 ] |

### Музичні відео
| Рік  | Назва пісні                  | Артист                 | Прим.  |
| ---- | ---------------------------- | ---------------------- | ------ |
| 2019 | «To be honest»               | Кім Найон              | [ 26 ] |
| 2019 | «if we never met»            | BANHANA                | [ 27 ] |
| 2019 | «Goodbye list»               | Кім Найон Ft. Ян Даіль | [ 28 ] |
| 2021 | «Confession» (고백 프로젝트) | Чан Бомджун ft.10cm    | [ 29 ] |

## Дискографія

### Сингли
| Назва                                                        | Рік  | Альбом       |
| ------------------------------------------------------------ | ---- | ------------ |
| «Height» (높이) (з Хан Джіхьон, Кім Хьонджін та Хан Джіхьон) | 2022 | Cheer Up OST |

## Нагороди та номінації
| Церемонія нагородження                | Рік  | Категорія                                             | Номінант / Робота                                          | Результат | Прим.         |
| ------------------------------------- | ---- | ----------------------------------------------------- | ---------------------------------------------------------- | --------- | ------------- |
| Телевізійна премія «Блакитний дракон» | 2023 | Найкращий новий актор                                 | «Не падай духом»                                           | Номінація | [ 31 ]        |
| Премія MBC драма                      | 2020 | Найкращий новий актор                                 | «Шпигуни, які кохали мене»                                 | Номінація | [ 14 ] [ 32 ] |
| Премія MBC драма                      | 2023 | Нагорода за майстерність, Найкращий актор мінісеріалу | «Як Пак шлюбний контракт складала»                         | Перемога  | [ 33 ]        |
| Премія MBC драма                      | 2023 | Найкраща пара                                         | Пе Інхьок (з Лі Се Йон) «Як Пак шлюбний контракт складала» | Номінація | [ 34 ]        |
| Премія SBS драма                      | 2022 | Найкращий актор романтичного/комедійного мінісеріалу  | «Не падай духом»                                           | Номінація | [ 35 ]        |
| Премія SBS драма                      | 2022 | Найкращий новий актор                                 | «Не падай духом» та «Чому вона»                            | Перемога  | [ 36 ]        |
| Премія SBS драма                      | 2022 | Нагорода за командну роботу                           | «Не падай духом»                                           | Перемога  | [ 36 ]        |
| Премія SBS драма                      | 2022 | Нагорода за командну роботу                           | «Чому вона»                                                | Номінація | [ 37 ]        |
| Премія SBS драма                      | 2022 | Найкраща пара                                         | Пе Інхьок з Хан Джіхьон «Не падай духом»                   | Номінація | [ 38 ]        |